# Jean-Martial Frédou
Jean-Martial Frédou de la Bretonnière (Fontenay-Saint-Père, 28 gennaio 1710 – Versailles, 26 febbraio 1795) è stato un pittore, disegnatore e incisore francese.

## Biografia
Nato nel 1710 (o 1711) a Fontenay-Saint-Père, Jean-Martial Frédou de la Bretonnière sposa nel 1735 Adélaïde Séguier de Liancourt (1712-1773), da cui ebbe come figlio Jean-Victor Frédou (1735-1762), anch'egli artista, noto per il suo contributo al catalogo della Galleria Elettorale di Düsseldorf.
Anche la sorella di Frédou, Marie-Catherine (1712-1773), era pittrice e le fu attribuito un ritratto di Giuseppe I del Portogallo. Il marito di Marie-Catherine era l'incisore Jean-Charles François (1717-1769). Pure Jean-Martial Frédou si dedicò all'incisione, tanto da firmarsi con l'anagramma del suo cognome "VODERF". François riprodusse numerose opere del cognato Frédou, utilizzando la tecnica della manière de crayon, allora in voga in Francia.
Nel 1752 si stabilì presso la Corte di Versailles e il suo percorso artistico, benché piuttosto longevo, rimane poco conosciuto, anche se alcune delle sue opere furono diffuse sotto forma d'incisione. Gli Archivi nazionali conservano un certo numero di fatture, presentate sotto forma di memorie, e di inventari di commissioni, che forniscono informazioni sul suo lavoro per la Corte. Il suo lavoro per clienti privati invece è scarsamente documentato, soprattutto a causa della perdita, nel XIX secolo, del suo inventario che elencava tutte le sue opere.
Nel 1755 venne iscritto al Cabinet des Tableaux du roi in quanto pittore-copista. Tale istituzione, dipendente dall'amministrazione della Sovrintendenza degli Edifici del re, aveva come particolare obiettivo quello di diffondere le immagini del re e della famiglia reale. I pittori incaricati avevano il compito di realizzare copie di ritratti reali. Frédou dipinse quindi riproduzioni di opere di grandi maestri ritrattisti, come Jean-Marc Nattier, Maurice Quentin de La Tour e Louis-Michel van Loo. Una sua copia di un ritratto di Luigi XV di van Loo è stata riscoperta nel 2020 a Moissac.
Allo stesso modo, gli potevano essere commissionate composizioni originali, come motivi architettonici, scene di battaglia o a tema religioso.
A dispetto di altri pittori, Frédou si distinse al Cabinet per la ricerca di un'opera più personale come ritrattista.
Tra il 1760 e il 1762 realizza i ritratti dei figli del delfino Luigi, figlio di Luigi XV, e della delfina Maria Giuseppina di Sassonia. I dipinti furono ad olio o a tre matite (gesso rosso, gesso bianco e punta nera) arricchite con il pastello. Tra i bambini ritratti ci furono i futuri re di Francia Luigi XVI, Luigi XVIII e Carlo X, oltre al loro fratello maggiore Luigi Giuseppe Saverio, duca di Borgogna, morto a dieci anni per i postumi di una caduta da un cavallo a dondolo. Frédou lo ritrasse nel 1760 nel suo splendido abito di corte e poi nel 1761 malato e costretto a letto, poco prima della sua morte. Da ques'ultimo ritratto furono realizzate diverse copie.
Oltre che per la corte, Frédou realizzò ritratti ad olio, pastelli o a tre matite per altri clienti, i cui nomi furono successivamenti rivelati o si persero nel corso del tempo.
A partire dal 1776 diventa primo pittore di Monsieur, ossia il fratello del re e futuro Luigi XVIII. Dipinse almeno fino alla Rivoluzione e morì più che ottantenne nel 1795.
La presentazione delle sue opere alle mostre e alle aste pubbliche permette tutt'oggi di riscoprire il fascino dell'opera di questo pittore del “genere pulito”, nel quale, come sottolinea il Dizionario Bénézit, “si ritrovano le qualità più amabili del XVIII secolo”.

## Galleria d'immagini

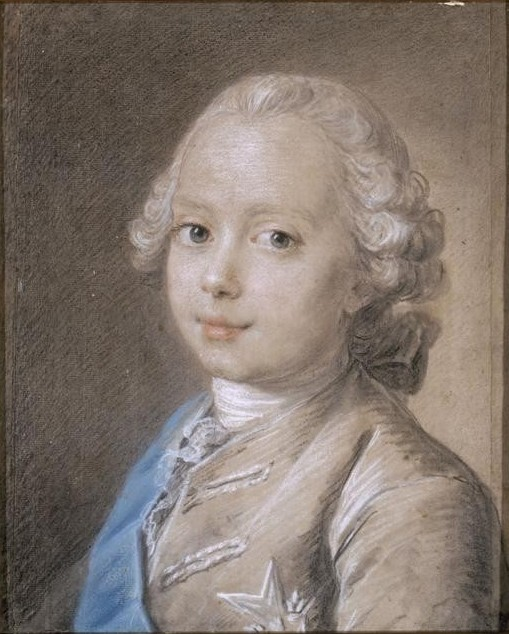
Luigi Giuseppe Saverio, duca di Borgogna (1751-1761), 1760, conservato alla Reggia di Versailles.
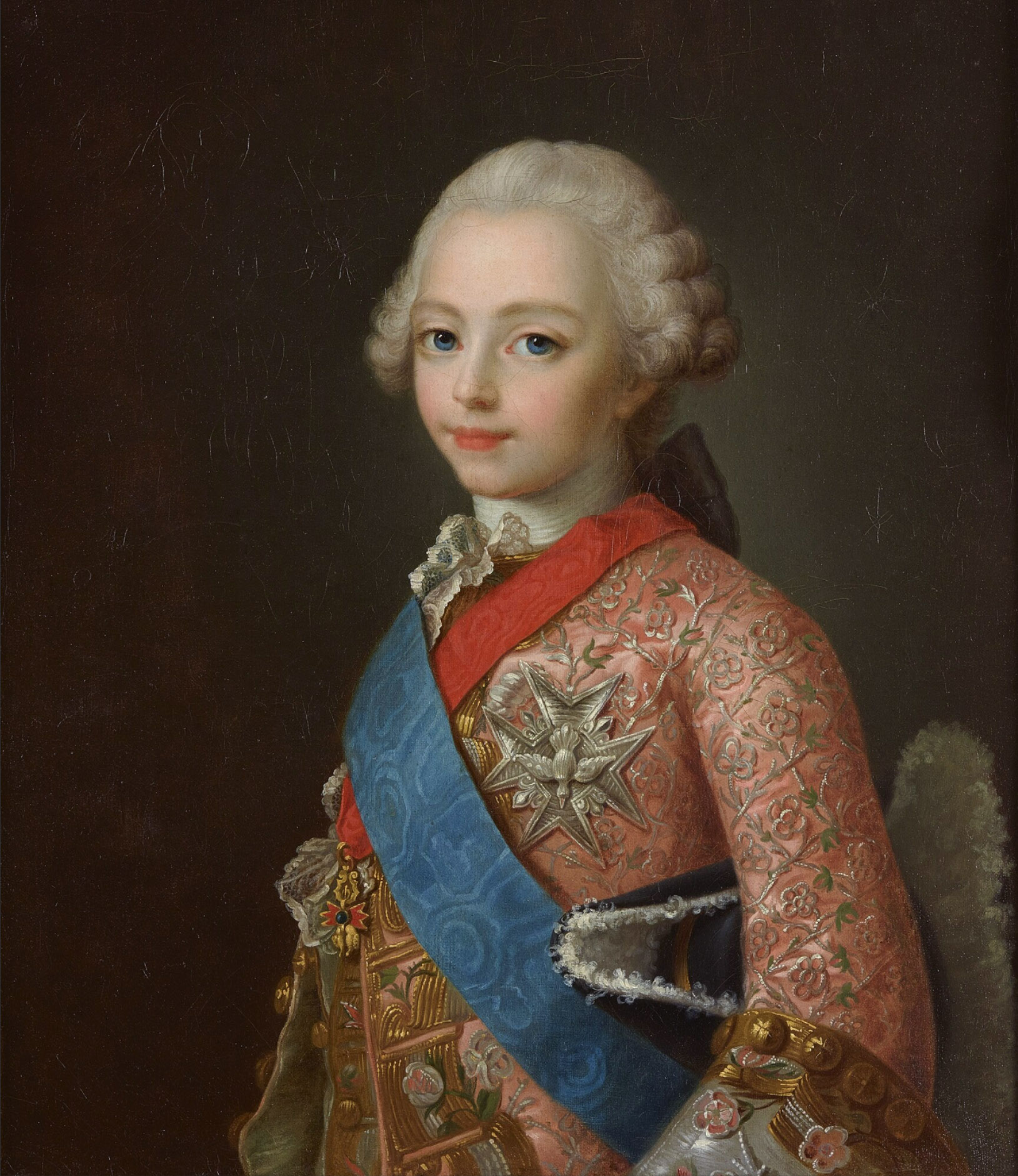
Luigi Giuseppe Saverio, duca di Borgogna (1751-1761), 1760, Reggia di Versailles.
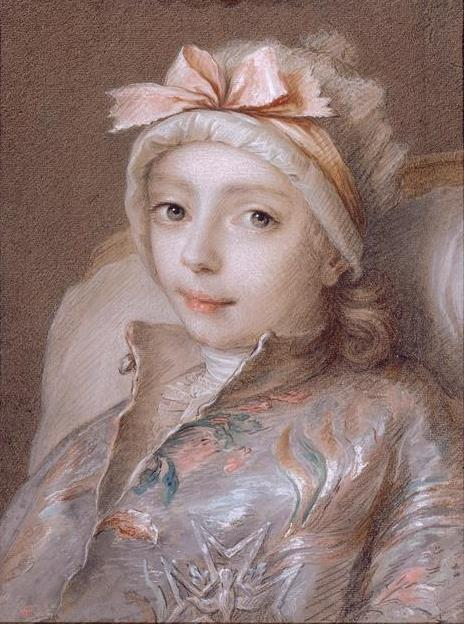
Luigi Giuseppe Saverio, duca di Borgogna (1751-1761) malato, 1761, Reggia di Versailles.
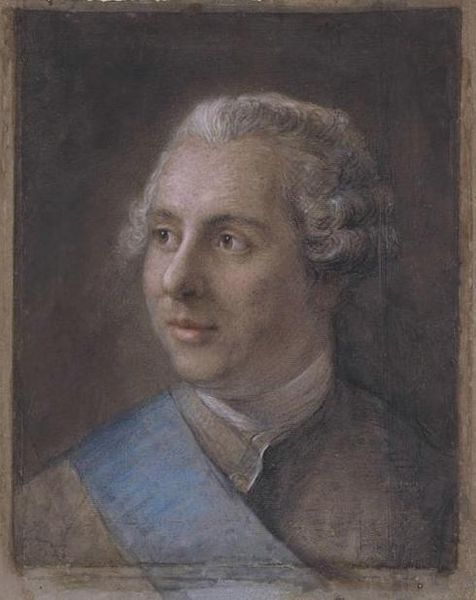
Luigi, delfino di Francia (1729-1765), 1760 circa.
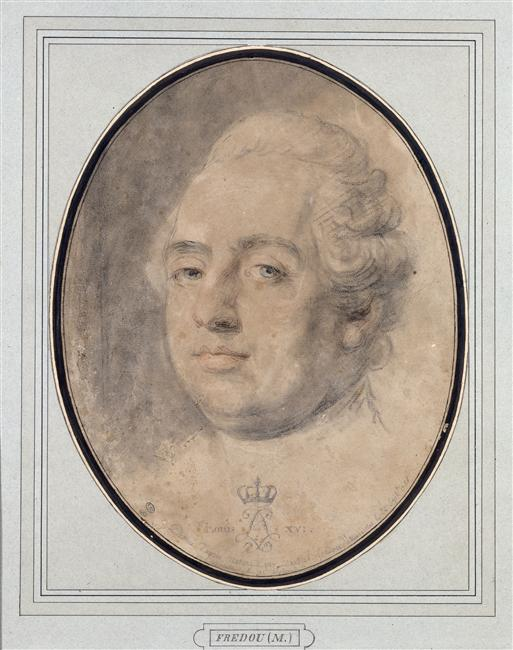
Luigi XVI nel 1788, 1788.
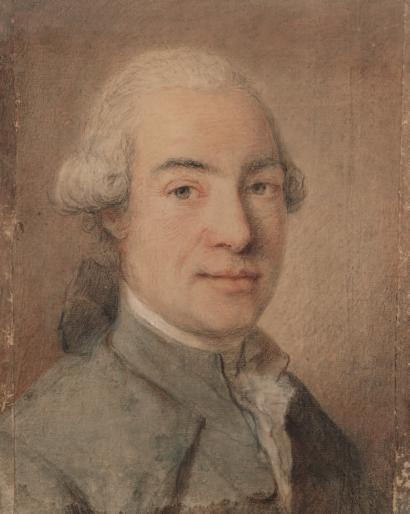
Uomo in abito azzurro, 1789.

## Opere nelle collezioni pubbliche
- Museo Bonnat, Bayonne: Ritratto di M. Suier, cantante della Comédie-Italianne ne Le Soldat magicien di Anseaume e Philidor.
- Museo delle Belle Arti, Beaune: Ritratto di Luigi XV.
- Chiesa di Boissy-la-Rivière: Sant'Ilario e Sant'Eligio.
- Museum of Fine Arts, Boston[5].
- Museo di stampe, Centro Culturale di Méréville: ritratti a pastello di Madame de Romanet, Madame Regnault de Barres e Madame de Lort, nate de Viart.
- Castello di Maisons-Laffitte: tre ritratti del conte d'Artois, futuro Carlo X.
- Museo del Louvre, Parigi: ritratto di Madame de Villemomble.
- Ambasciata di Francia in Repubblica Ceca, Praga: ritratto di Luigi XV da van Loo.
- Museo Boijmans, Rotterdam: ritratto della Delfina, Maria Giuseppina di Sassonia[6].
- Reggia di Versailles, Versailles: numerosi ritratti della famiglia reale, copie di grandi maestri o originali di Frédou.